# Lago Murray
Lago Murray es el lago más grande de Papúa Nueva Guinea. Se encuentra ubicado en el Distrito Middle Fly, provincia occidental, y cubre cerca de 647 km² pero en la temporada de lluvias aumenta hasta cinco veces su tamaño. Tiene una costa muy compleja de más de 2000 km de largo. El lago ha sido una fuente de alimento para muchas de las poblaciones locales. El Pez sierra de agua dulce ha sido capturado en sus aguas poco profundas para alimentar a los cocodrilos en una operación de cría de cocodrilos de agua dulce.